# 向戌
向戌（？—？），子姓，向氏，是春秋時代宋國的左师，又称合左师，以倡導促成第二次弭兵会盟聞名。

## 生平
春秋時代晉國、楚國爭霸，爭戰連年，在中原地區的各小國如宋、鄭等受害最甚。前579年宋國大臣華元倡導和議，但三年後楚國毀約而未成。
前564年（鲁襄公九年、宋平公十二年）春，宋国发生火灾。执政的司城乐喜命华臣调集常备兵，华臣命隧正调集远郊城堡之兵，赶赴火灾发生的地点。根据《左传》记载，当时华阅任宋国右师，向戌任宋国左师。
前556年（鲁襄公十七年、宋平公二十年）宋国的右师华阅死后，其子华皋比出任华氏宗主。华阅的弟弟华臣认为华皋比力量微弱，派人暗杀其家宰华吴。六名杀手潜入华吴的卢门，将当时位于向戌身后的华吴用铍刀杀死，向戌很害怕，说：“老朽我没有罪。”坏人就对向戌撒谎说：“我们是华皋比派来杀华吴的。”然后幽禁了华吴的妻子，对她说：“把你的大玉璧给我。”以此伪装成贪财的劫匪。宋平公查明真相后说：“华臣不仅残暴地对待他的宗室，而且使宋国的政令大乱，一定要驱逐他。”向戌劝道：“华臣是宋国的卿大夫，大臣之间不和睦是国家的耻辱，不如封锁丑闻。”于是宋平公没有加罪于华臣。向戌此后变得很怕华臣，自己做了一根短马鞭，每次经过华臣门口时就和车夫一起抽打马，让车快点跑过去。十一月廿二，国人追赶疯狗追到华臣家里，华臣心里有鬼，以为这些人是来讨伐自己的，便匆忙逃亡去了陈国。
前547年（鲁襄公二十六年、宋平公二十九年），宋国寺人（太监）惠墙伊戾因嫉恨太子痤，在他和楚国使者会面的地方埋藏好伪造的牺牲和盟书，向宋平公告发太子将要谋反。平公询问侍妾弃和左使向戌是否有这样的事，两人都称自己听到了消息，于是太子被囚禁。太子派人让公子佐在中午前救他，向戌知道后故意拉着佐聊天，太子自杀，公子佐被立为太子，其母弃被立为国君夫人。后宋平公渐渐知道太子痤冤死的真相很愤怒，又找不到向戌和弃在幕后操作的口实，于是在朝堂上架了口大锅把寺人惠墙伊戾活活烹了。
弃被立为国君夫人后没有送礼给向戌。某天向戌看到她的养马人，就故意问：“你是谁啊？”养马人回答：“我是国君夫人的养马人。”向戌说：“原来我们国家还有个国君夫人啊，我怎么不知道呢？”养马人就报告给了弃。于是弃让人带上玉石、锦缎和宝马奉送给向戌，说：“这是国君的侍妾弃送给您的礼物。”向戌对使者说：“这哪儿是国君的侍妾送的，明明是国君夫人送的。”于是让送礼者又重新说了一遍，才扣首接受了礼物。
向戌身為宋國大夫，在前547年開始牽線晉楚兩國重臣，意圖再次達成弭兵和議，由於他與晉國大夫趙文子，楚國令尹子木關係友善，他先親自造訪晉、楚二國，籍這兩人在國內的影響力說服楚晉，並親自拜訪齊國，遣使秦國，使之答應會盟於宋，各小國亦。但晉楚之間對於禮儀細節以及誰為盟主的問題而爭議，向戌加以調解，加上晉國趙文子考量情勢決定退讓盟主之位，使會議得以順利在前546年召開進行，最後成功下盟約，使晉楚之間維持了數十年較為和平的日子。
他立下功勞之後，向宋公請賞封邑，大臣子罕認為兵為國家重要之事，完全廢兵是危險的，而且他只是用詐術完成使命，還想請賞，是貪得無厭，向戌聽到此話，也同意他的看法因此辭去封邑的要求，《左傳》的作者認為他是個知過能改的人。